# Pneumoderma violaceum
Pneumoderma violaceum är en snäckart som först beskrevs av d'Orbigny 1836.  Pneumoderma violaceum ingår i släktet Pneumoderma och familjen Pneumodermatidae.

## Underarter
Arten delas in i följande underarter:
- P. v. pacificum
- P. v. violaceum